# Вятское барокко
Вятское барокко — общее обозначение храмовой архитектуры Вятской земли XVIII века, часть общей вятской архитектурной школы. Является смесью русского узорочья, композиционных форм московского барокко и архитектуры соседних устюжских, иногда казанских земель. Также подвергалось влиянию петровского барокко. Зародилось в 1690-х годах, вместе с появлением в Вятке первой собственной (никоновской) артели каменщиков.
Ранние постройки периода 1690-х — 1720-х годов относятся скорее к стилю русского узорочья с элементами влияния московского и устюжского барокко. Начиная в 40-е и 60-е годы XVIII века под влиянием петровского барокко вятское значительно упрощается, становится строже. С фасадов пропадают народные, «игрушечные» орнаменты. Начиная с 60-х начинается новая декоративная волна, стиль вновь старается вернуться к русскому узорочью.
В разных формах просуществовало до конца XVIII века, пока не было вытеснено классицизмом. Происходило это постепенно, и в некоторый период барочный стиль старались сочетать с классическим.

## Основа архитектурного стиля

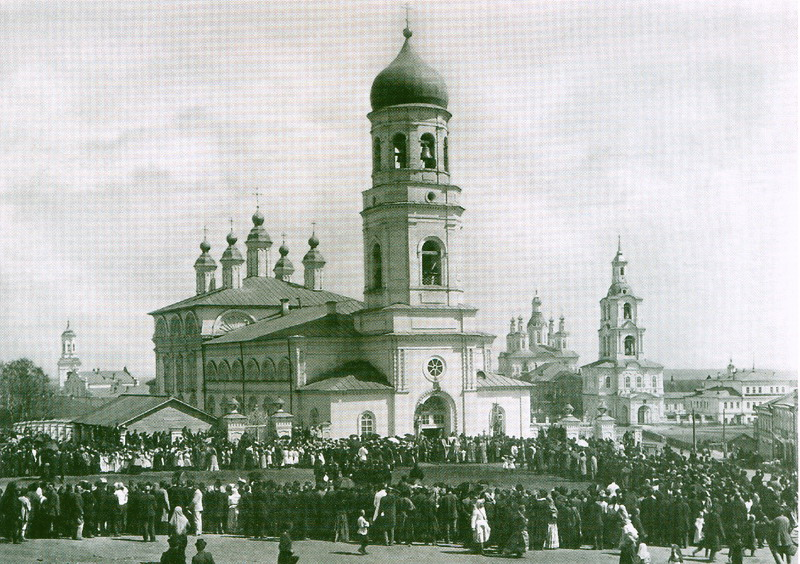
Воскресенский собор. Вероятно первый каменный храм, построенный вятской артелью.

### Появление
Особый вятский стиль стал зарождаться в 1690-х годах с появлением в Вятке (Хлынове) собственных каменщиков. Они строили храмы трапезного типа. Их основой являлся бесстолпный четверик с пятью (реже одной) главами, к которому пристраивалась обширная двухстолпная трапезная. В ней обычно служили зимой, потому её ещё называли тёплым храмом. С запада пристраивалась паперть с открытым арочным крыльцом на столбах. Храмы эти изначально строились без колоколен. Вероятно, их заменяли деревянные звонницы. Подобная композиция сохранялась вплоть до 1720-х годов. Ярким примером храмом трапезного типа стал Воскресенский собор, построенный Никоновской артелью в 1695—1700 годах.
Первоначально, наибольшее влияние на вятский стиль оказывал уходящий XVII век. Оно исходило как от старой шатровой архитектуры, так и от русского узорочья. Веяния московского барокко начнут постепенно проявляться в начале XVIII века, с началом Петровской эпохи.

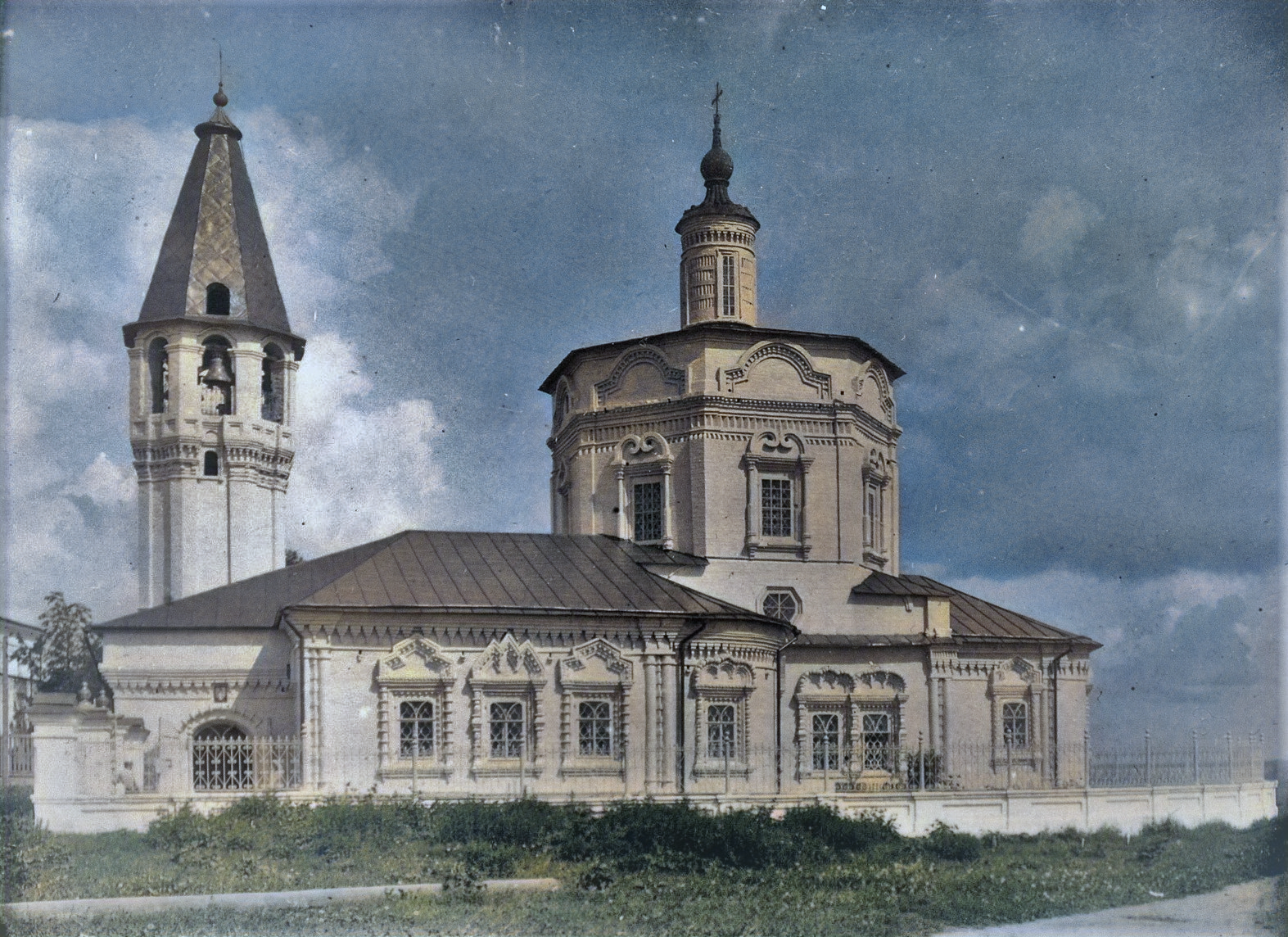
Сретенская (Пятницкая) церковь в Вятке (с фотографии начала XX века)

### Влияние деревянной архитектуры
Восьмерик, активно использующийся в «нарышкинском» стиле, на Вятке часто вёл своё происхождение от старой деревянной шатровой архитектуры. Такой восьмерик отлично виден на примере Сретенской церкви, построенной в 1705—1712 годах. Восьмерик на ней был один, широкий и довольно грузный. Подобный был и у Преображенского собора, построенного в Слободском в 1699 году.
Ещё более ярким примером влияния деревянной архитектуры проявляется на вятских храмах построенных по принципу «восьмерик от земли» с пятигранным алтарём. В дереве так вырубали шатровые храмы. Их композицию, исключая шатёр, воспроизводит церковь Иоанна Предтечи, построенная в 1714—1723 годах. Ещё одним примером подобного восьмерика от земли была Всехсвятская церковь, построенная на пару лет позже.
Вятчане делали деревянные восьмигранные крыши луковичной формы, называемые «курмами». Они завершали собой восмерик, а при его отсутствии строились прямо на четверике. Подобные «курмы» на Благовещенской церкви Трифонова монастыря, Знаменско-Богородской церкви села Пасегово и на многих иных храмах. Вероятно также использование «курм» и Никоновской артелью.

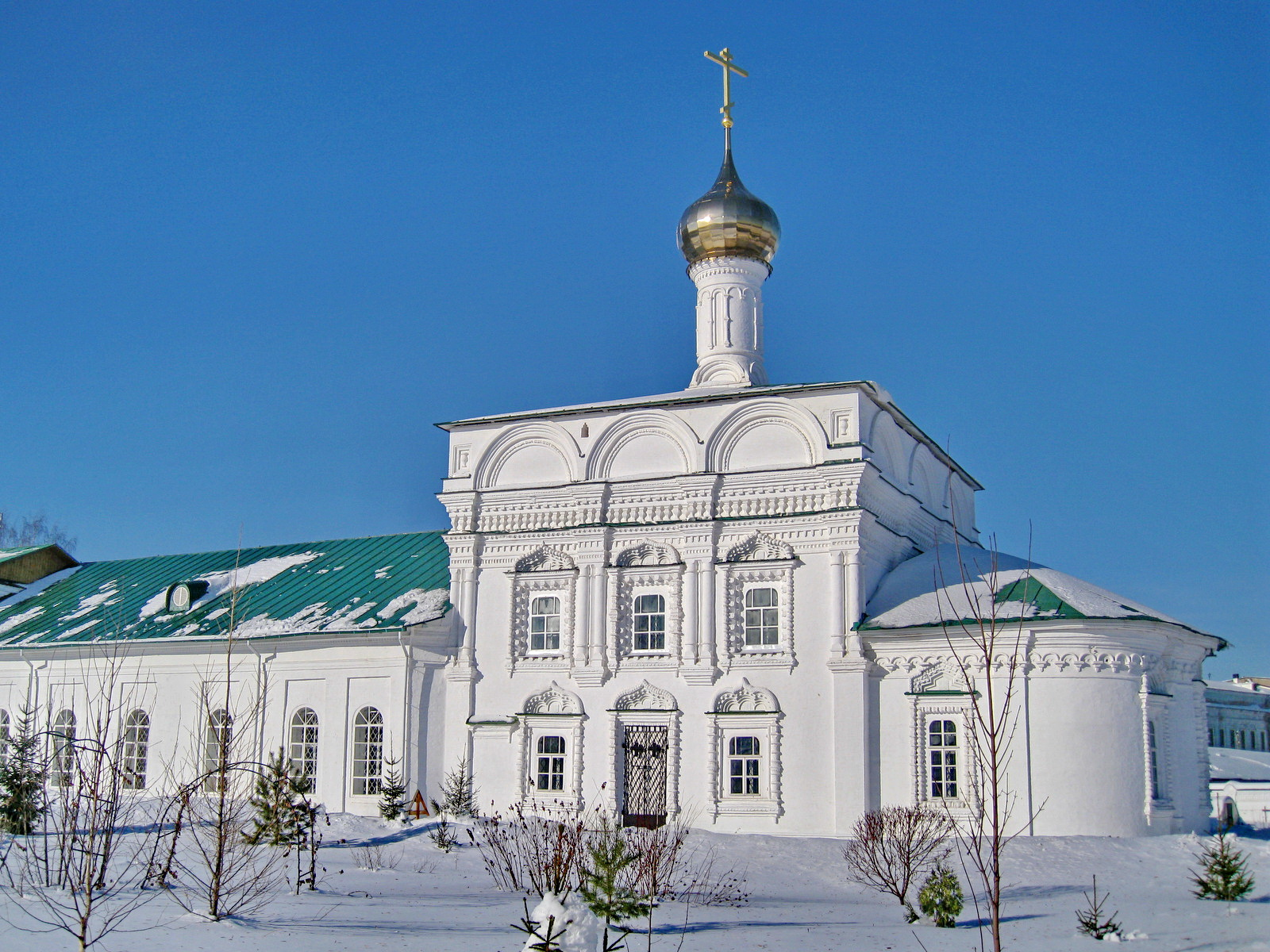
Преображенская церковь, 1696 год постройки

### Влияние русского узорочья
Все каменные храмы Вятки конца XVII начала XVIII веков, за исключением первых двух, охвачены волной русского узорочья. Фасадные украшения из лекального или тёсаного кирпича обильны, и даже калейдоскопичны. Два соседних наличника часто неодинаковы, либо при сходном рисунке отличаются в нюансах. Такое убранство органично связано с вятским народным творчеством тех лет.
Стены храмового четверика обычно имеют трёхчастное деление. Оно создаётся спаренными, а на углах — тройными колонками. У некоторых храмов колонки «висячие», в других — опущены до цоколя. Над колонками обязательно делается широкий пояс, включающий балясины. Этот пояс вместе с карнизом отделяет полукружия кокошников в месте завершения стены. В храмах с «восмериком» на четверике кокошниками оформляется восьмерик.
Колонки в обрамлениях окон использовались редко. Чаще по сторонам проёма выкладывались тяги из миниатюрных балясинок или кружков-розеток, которые иногда образовывали вторую и даже третью рамки. Множество наличников выложены набором бусин-жгутов, из которых составлены и их многообломные кокошники. Кокошник был трёхчастным, с заострением по середине. Либо ему придавался плавный, бочкообразный абрис.
Иногда встречаются пятиугольные, чуть «разорванные» завершения наличников со вставкой наподобие двойной «кисти». Такие есть у Трёхсвятительской церкви Трифонова монастыря, построенной в 1710—1717 годах. Наличники являются самым изощрённым элементом вятской архитектуры. Похоже, что между их архитекторами шло настоящее творческое соревнование.

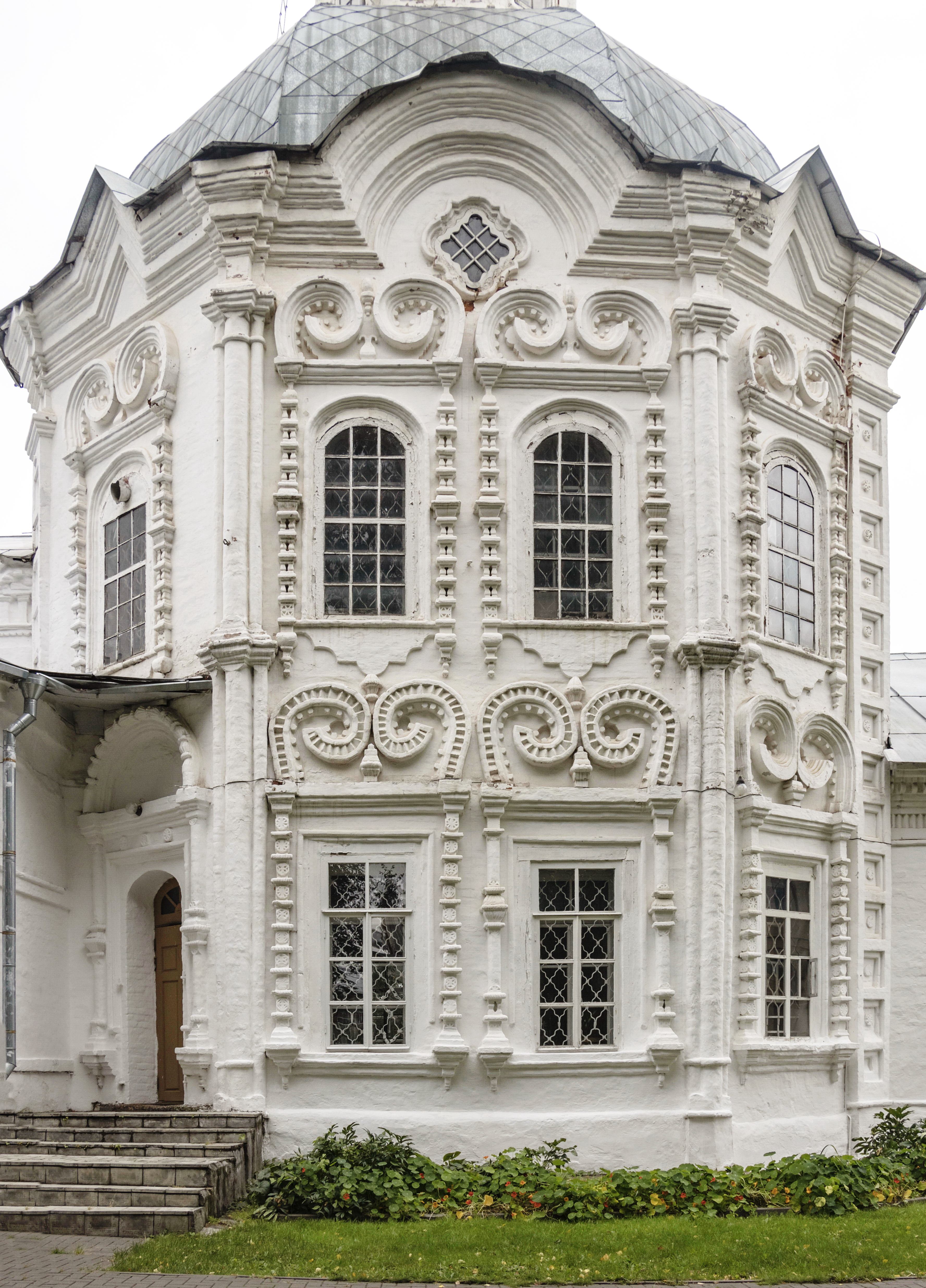
Храм Иоанна Предтечи. Русское узорочье здесь перекликается с московским барокко. Форма здания «восмерик от земли» создана по образу деревянной шатровой архитектуры.

### Влияние московского барокко
В начале XVIII века на Вятскую землю из центральной России приходят веяния московского (нарышкинского) барокко, в основном лишь в виде композиции восьмерик на четверике. В Москве она являлась центрической, симметричной. Как например у знаменитой Покровской церкви в Филях. Вятчане истолковали её совершенно иначе. По сути, просто добавив в асимметричные храмы трапезного типа восьмерик на четверике. Свойственная «нарышкинским» памятникам упорядоченность декора оставалась чуждой вятчанам. Она в некотором виде наблюдается лишь в надвратной Никольской церкви Трифонова монастыря с её повторяемостью фасада и стандартизацией убранства.
Сами мотивы московского барокко проявляются на Вятке слабо, сочетаясь всё с той же декоративной витиеватостью. Это заполнение кокошников раковинами, появляющиеся кое-где витые колонки. Но больше всего одни видны в наличниках с двумя встречными завитками. Вятские «завитковатые» наличники, даже если и выделены в отдельный ряд, уживаются со старозаветными. К тому же они безордерные: почти всегда вместо колонок выводятся тяги, в тимпане подвешивается кисть.
В завитках ощущается барочный динамизм. В среднем алтарном наличнике Николаевского сбора в Нолинске завитки, разделённые киотом, сильно закручены и превращены в «спирали». Ещё интереснее их форма у церкви Иоанна Предтечи — там «стебли» завитков как бы выпячиваются в стороны, не образуя прямой линии с колонками, а на изгибе упираются друг в друга.

### Устюжское влияние
Северные города Вятской земли поддерживали тесные контакты с Великим Устюгом. Через устюжан на Вятку пришёл тип храмового завершения в виде малых ярусных восьмериков, сопровождаемых «полуглавиями» (дугообразные выступы поверх стен четверика). Восьмерик в устюжском варианте был значительно уменьшен и сведён до роли светового фонаря. Подобная композиция возникла в Москве в начале XVIII века и вскоре дошла до Устюга, откуда попала в Вятку. Вероятно, первым вятским храмом с такими восьмериками стал Владимирский.

### Поволжское влияние
Юг Вятской земли (Яранск, Уржум, Малмыж, Елабуга, Сарапул) испытывал заметное влияние архитектуры Поволжья. Возможно, каменное строительство началось здесь значительно раньше, чем на севере.
Первая каменная Благовещенская церковь Вознесенского монастыря по одной из версий была построена в 1653 году. Однако, её барочный архитектурный стиль, возникший в Москве лишь в 1680-х, не позволяет относить её к этому времени постройки. Вероятно, Благовещенская церковь была построена в конце века, одновременно со всеми церквями Вятской земли.
Церковь Рождества Пресвятой Богородицы близ Яранска содержит в себе зрелые черты московского барокко в виде восьмерика на четверике с изящной восьмигранной колокольней, наделённой тремя ярусами звона. Но в целом убранство церкви ближе к казанским и чебоксарским храмам, либо вообще не имеет аналогов.

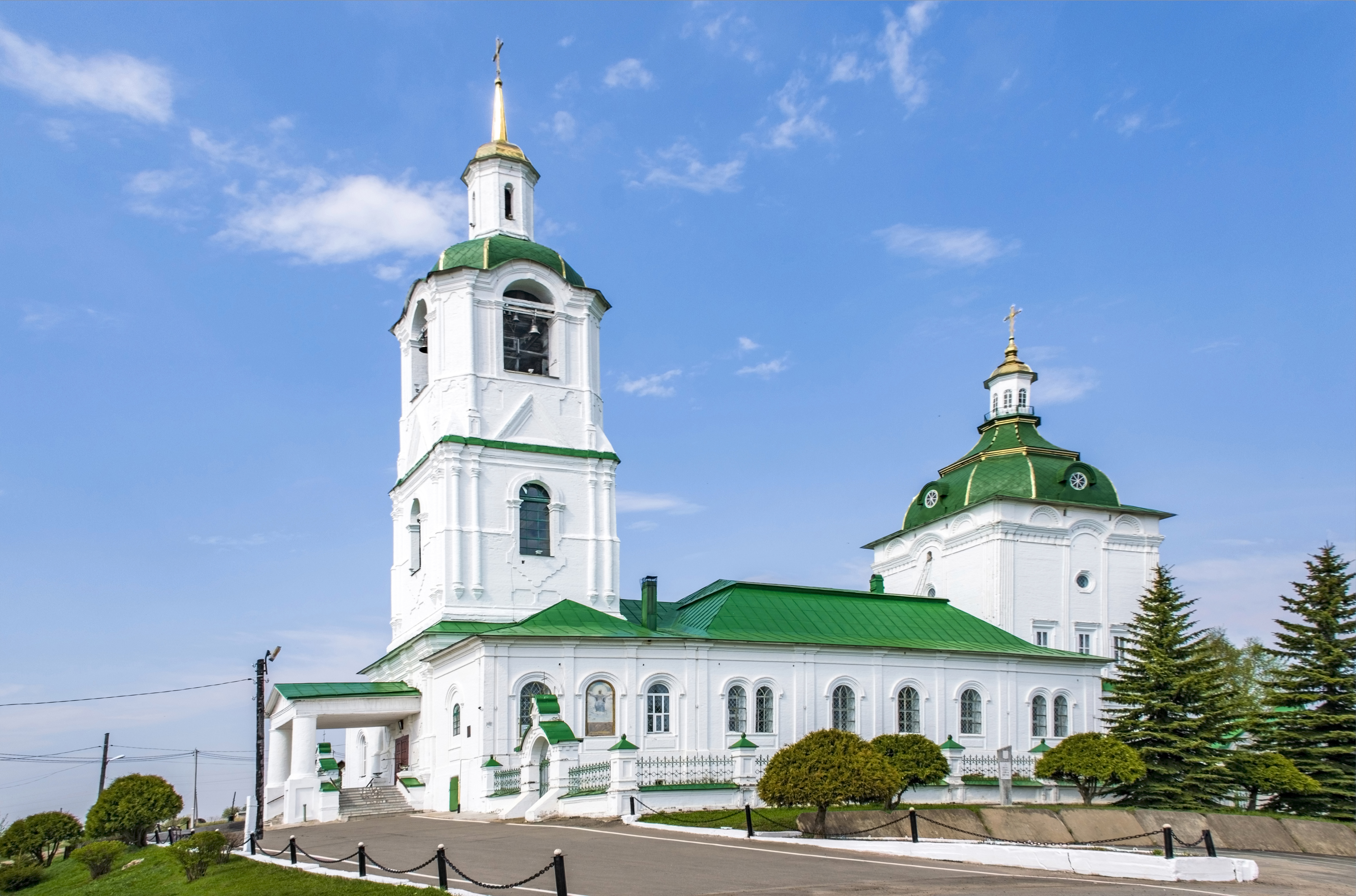
Троицкая церковь в Быстрице, 1750-е годы

### Влияние петровского барокко
В 1730-е годы вятский народный «игрушечный» стиль, основанный на русском узорочье, резко исчезает. Через Великий Устюг на Вятку попадает петровское барокко с его несложным, плоскостным убранством. Черты нового стиля вновь восприняты вятчанами по-своему. Храмовый четверик приобрёл на уровне трапезной и алтаря карниз на кронштейнах. Выступ карниза был столь широким, что защищался кровелькой. Теперь оба яруса фасада разделяются на три части каннелированными пилястрами. Боковые членения часто шире среднего. Шаг пилястр в первом и втором ярусах мог не совпадать, нередки были сбивающие ритм сдвиги окон.
При включении каменного восьмерика в объёмную композицию стены четверика завершались карнизом с «триглифами». Традиционные кокошники переносились на восьмерик. Если предполагалось иное венчание храма, за аналогичным карнизом выводилось три кокошника. Но вскоре место центрального кокошника заняло скругление карниза в виде соединяющей пилястры арочки. При этом второй ярус четверика повышен, а окна его устроены низко. Стенные плоскости над ним — с единственным круглым проёмом, сделанным по оси фасада, на пересечении с линией карниза. Это решение было впервые найдено строителями Преображенской церкви в селе Великорецком. Ему подражают Спасская церковь в Кумёнах, Николаевская в Сырьянах, Троицкая в Чудиново и другие.
В итоге вятские мастера перешли от нарядности древнерусского набора к ограниченной типологии элементов, имеющих небольшой, почти плоский рельеф.

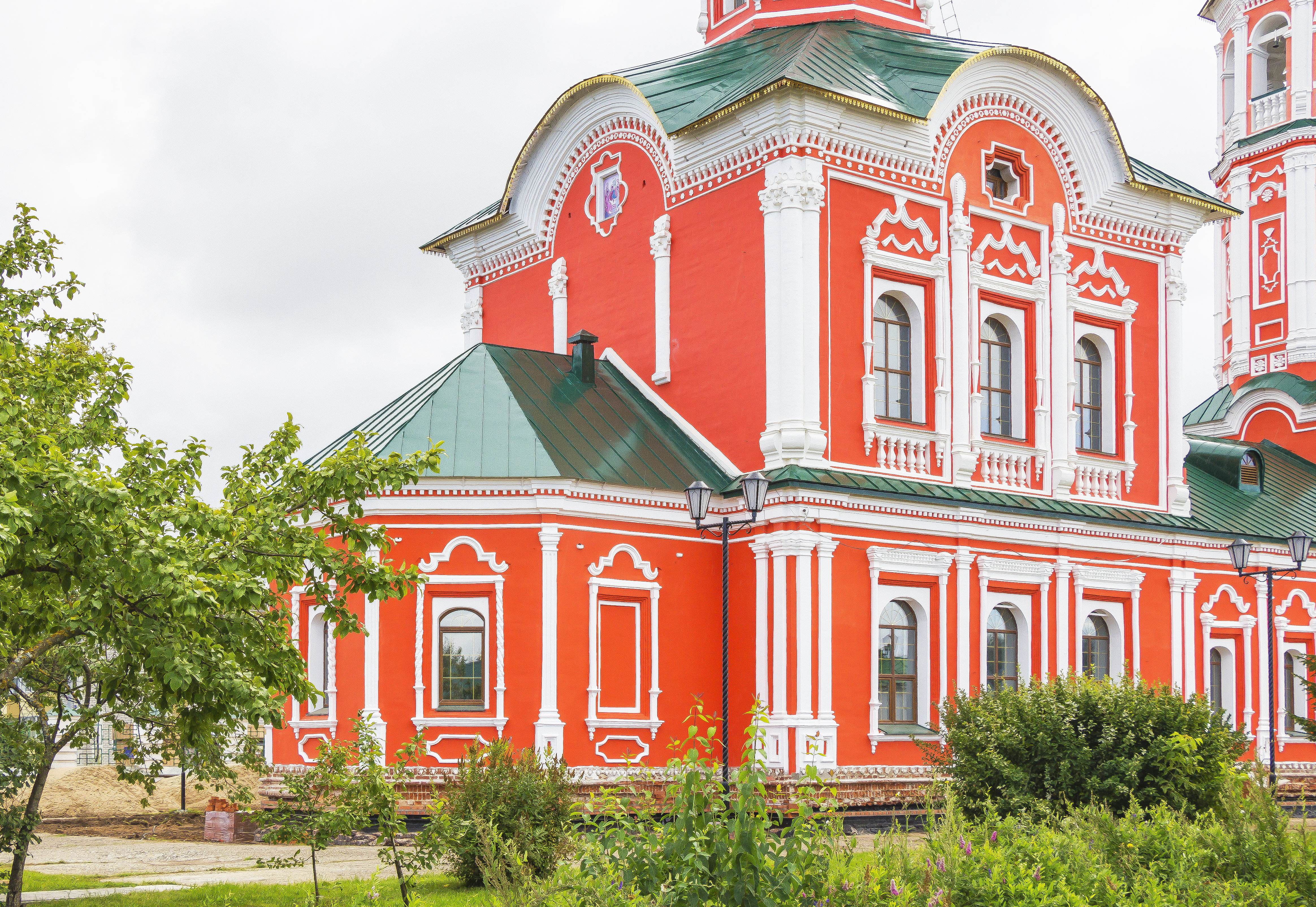
Архитектурные элементы Троицкой церкви в Макарье

### Новая декоративная волна
Воздержание от узорочья и лаконизм не удовлетворяли ни заказчиков, ни зодчих. В постройках 1760-х годов наблюдаются признаки новой декоративной волны. Возвращению к богатому рельефному декору очень способствовали произведения Горынцевых. Николаевская церковь в Истобенске и последующие выстроенные ими храмы в Макарье, Юрьеве и других сёлах должны были привлекать внимание не только новым увенчанием, но и фасадной пластикой. Под влиянием Горынцевых церкви, начатые ещё до них, под впечатлением были достроены со свежим убранством. Таковыми «подражателями» стали Спасская церковь в Совье и Владимирско-Богородицкая в Верхних Кумёнах. В 70-е годы всецело обновилось убранство церквей в Пантыле, Холуницко-Ильинском и Малой Суне.
Горынцевы принесли на Вятку многие устюжские декоративные формы. Так, были позаимствованы пиллястры с гладким стволом и «дорической» капителью, выше которой часто добавлялась вогнутая плита. Прямые заимствования из Устюга есть на наличниках церкви в Истобенском, и в виде «витых» пилястр в Раменье, на Преображенско-Сретенской церкви.
Наличники снова обрели объёмность, но их разновидностей было уже не столь много, как во времена Никоновской артели. Установилась известная дифференциация наличников по типам и месту расположения. Так, на аспиде наличники, как правило, имели бровки. Лишь на центральном окне аспиды наличник мог быть с витыми колонками. Во втором ряду колонки опираются на постамент по средствам суживающегося книзу элемента. Ниже всегда расположена гирляндочка, в рисунке концов которой, как и в навершия бродки, узнаётся традиционный мотив «кисти». Под окном, в горизонтальной нише — «баллюстрада». С такой схемой построения можно было создать множество вариаций наличников.

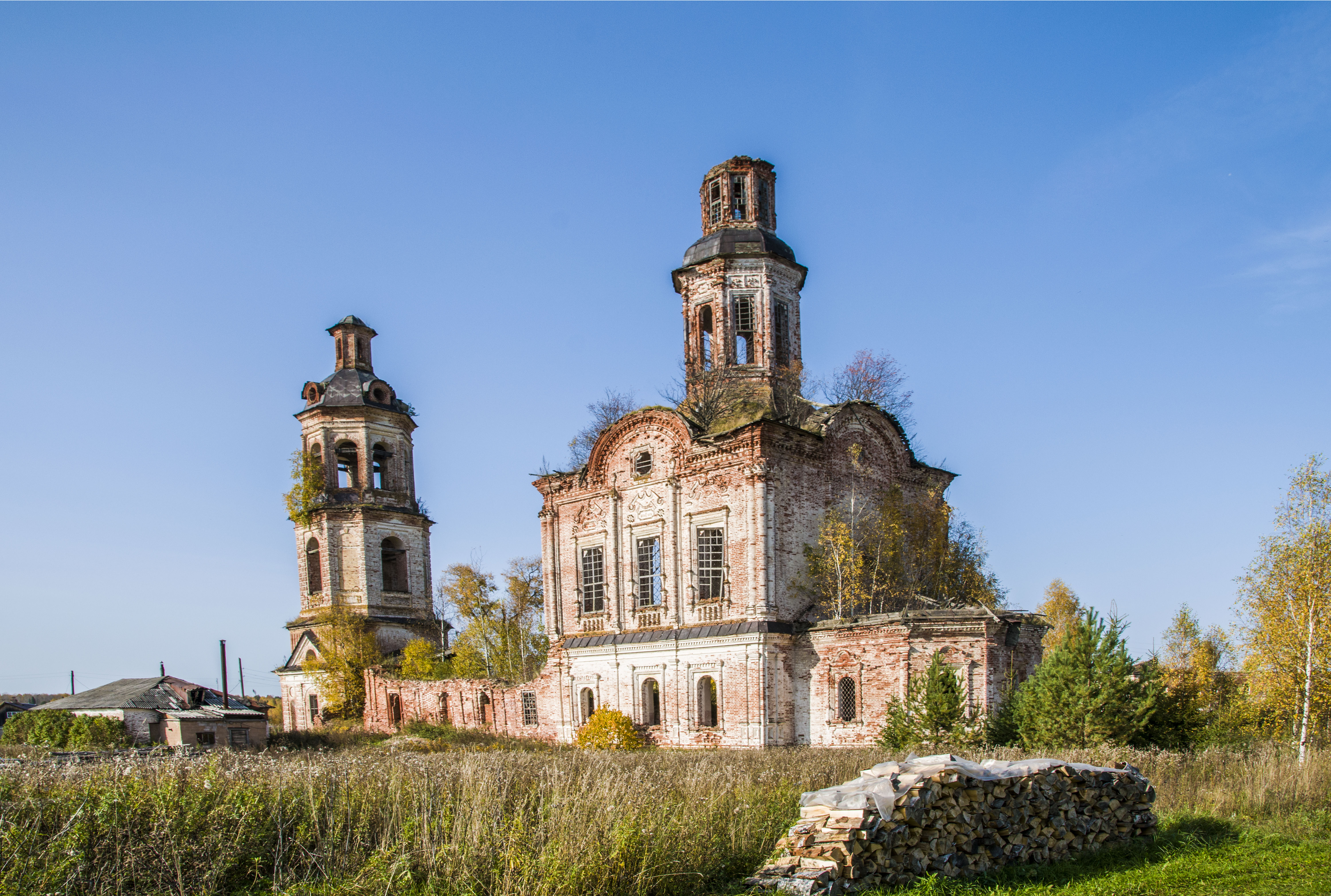
Дмитриевская церковь в селе Пантыл.

Такие встречаются на Дмитриевской церкви в селе Пантыл. Колонки её нижних окон примкнуты к грубоватой рамке. Зато над верхними, дополняя бровку, выложены изящные филеночки-картуши, фланкированные розетками. У второго ряда наличников храма в селе Юрьево колонки походят на каннелированные пилястрочки и несут бровку, превращающуюся в фронтончик. Там же вместо «балюстрад» помещены аппликативные картуши. В области убранства нововведения Горынцевых являются возвратом к принципам русского узорочья. Они насытили фасады деталями, родственными по духу первым каменным храмам Вятки и Слободского.
До 60-х годов XVIII века каменные колокольни декорировались очень скупо. Вскоре их тоже начинают значительно украшать. У колокольни Николаевской церкви в Истобенске декор чрезвычайно «сгущен». Всем углам приданы тройные «коринфские» колонки с укороченными пропорциями. Тесно расставлены наличники ложных окон четверика, а на первом восьмерике вся плоскость между пучками колонок занята картушами. В Макарье на основном восьмиграннике колокольни тоже имеются колонны, собранные по три, только с упрощённым вариантом коринфских капителей. Многие детали «перепевают» украшения самого храма. Однако, прямоугольные филенки с картушем были сочинены специально для колокольни. Вскоре разнообразие картуши стало ходовым мотивом именно в колокольнях.

## История

### Начало каменного строительства
В 1656 году была создана Вятская и Великопермская епархия с центром в Вятке (Хлынове). Епископ Иона Баранов, занявший свою должность в 1674 году, сразу же принял меры к постройке главного храма Вятской земли в камне. 10 апреля 1676 года началось строительство первого каменного Свято-Троицкого собора в самом центре Хлыновского кремля. Оно завершилось в 1683 году. Храм получился пятиглавым и асимметричным. Он являлся ярким представителем культовой архитектуры второй половины XVII века.
Вторым каменным зданием стал Успенский собор Трифонова монастыря, построенный в 1684—1689 годах. Это тип крупного, шестистолпного монастырского храма, сохранивший некоторые черты Успенского собора в Москве. Строгая симмертия, скупость декора и его ярусное построение значительно отличают второй вятский храм от первого. Такие признаки более характерны для архитектуры предыдущего, XVI века. Здание дошло до нас практически в первозданном виде, и на сегодняшний момент является старейшим храмом города.
В то же время, в 1693 году, было завершено строительство первого каменного Спасского собора. Здание было одноэтажным. Его облик и архитектурный стиль нам неизвестны. Однако, Спасский использовался в качестве образца для строительства Царёво-Константиновской церкви. Из первых трёх каменных храмов сохранился лишь Успенский собор Трифонова монастыря. Троицкий собор из-за частых пожаров сильно обветшал и был разобран в 1759 году, Спасский собор также пришёл в ненадлежащее состояние и был разобран в 1785 году. Их сразу же вновь перестроили в камне.

### Зарождение Вятского барокко
Два первых каменных храма Вятской земли строились артелями из других городов. Предположительно из Москвы, либо Ярославля. Но в 1690-х годах сообщений о пришлых строителях уже нет. Вероятно, к тому времени в городе появились собственные каменщики. Главой вятской артели каменщиков стал Иван Иванович Никонов. Его ближайшими сподвижниками будут Михайло Нефёдович Старков, Тихон Родионович Чернятев и Исак Петрович Москвитинов. Вместе они образуют Никоновскую артель.
В 1696—1700 годах артелью был перестроен в камне Воскресенский собор, и в течение следующих лет Царево-Константиновскую, Преображенскую, Богоявленскую, Екатерининскую и другие церкви в Вятке (Хлынове) и Слободском. В последующие годы деятельность артели, видимо, приостанавливается из-за частых мобилизаций при Петре I. Вятских каменщиков забирали для работы по постройке Новодвинской церкви. А когда нависла угроза работать при строительстве Петербурга, то вятские каменщики предпочли попросту скрывать свою профессию. Поэтому в переписи 1710 года Никонов и его сподвижники в качестве каменщиков не значатся. С 1710 до 1721 года число выявленных каменщиков уменьшилось с 16 до 5. Несмотря на это, а также запрет каменного строительства везде, кроме Петербурга, новые каменные храмы в Вятке и её окрестностях возводились и в это время.

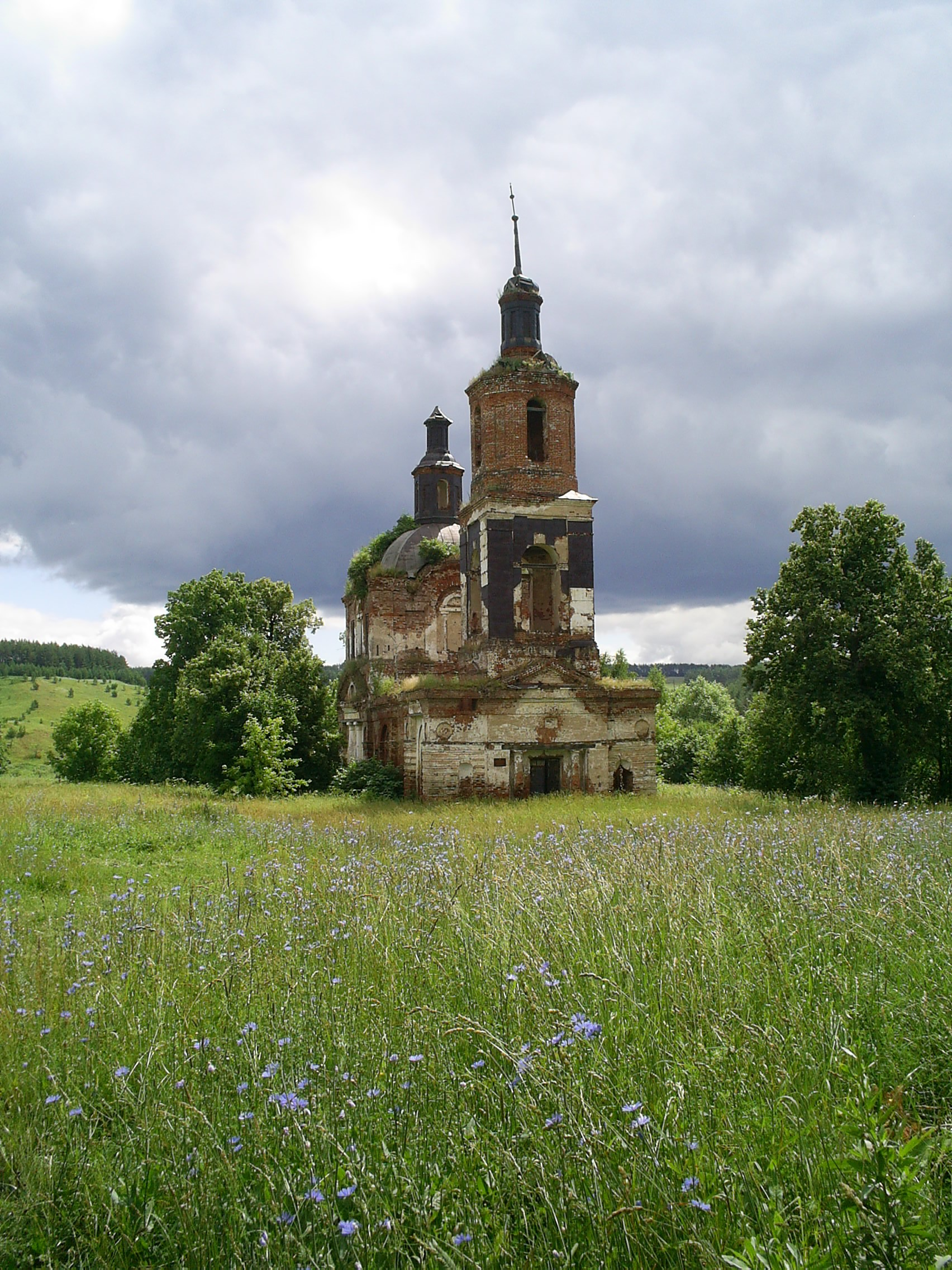
Георгиевская церковь в Кулюшево

Так появились Пятницкая, Покровская, Владимирская, Иоанно-Предтеченская и Всехсвятская церкви в Вятке, а также Преображенский собор и Сретенская церковь в Слободском. Постепенно каменное строительство храмов началось по всех Вятской земле. В этот период была построена Знаменская церковь в селе Пасегово.

### Период расцвета
Период расцвета Вятского барокко начинался с 1740-х годов и пришёлся на вторую половину XVIII века. В этот момент стиль под влиянием Петровского барокко отходит от элементов русского узорочья и принимает более строгий внешний вид, уже куда больше похожий на барочный. Впервые стали возводиться двухэтажные храмы. В этот период была построена Троицкая церковь в селе Макарье (1770).

### Вятское барокко в Удмуртии
На территорию южных уездов Вятской губернии, в современную Удмуртию, Вятское барокко попало на рубеже XVIII—XIX веков. К тому моменту вятчане привыкли к барочному стилю, потому каноны классицизма были приняты без особого восторга. Губернский архитектор Росляков стал сочетать классический и барочный стиль, что заметно в построенных им храмах того периода. Это видно на примере церкви Георгия Победоносца в Кулюшево, церкви Вознесения Господня в Ярском районе и церкви Троицы Живоначальной в Елово.
Некоторое барочное влияние есть также и в работах архитектора Семёна Емельяновича Дудина, но они относятся уже к стилю классицизм.

## Гражданские постройки в барочном стиле

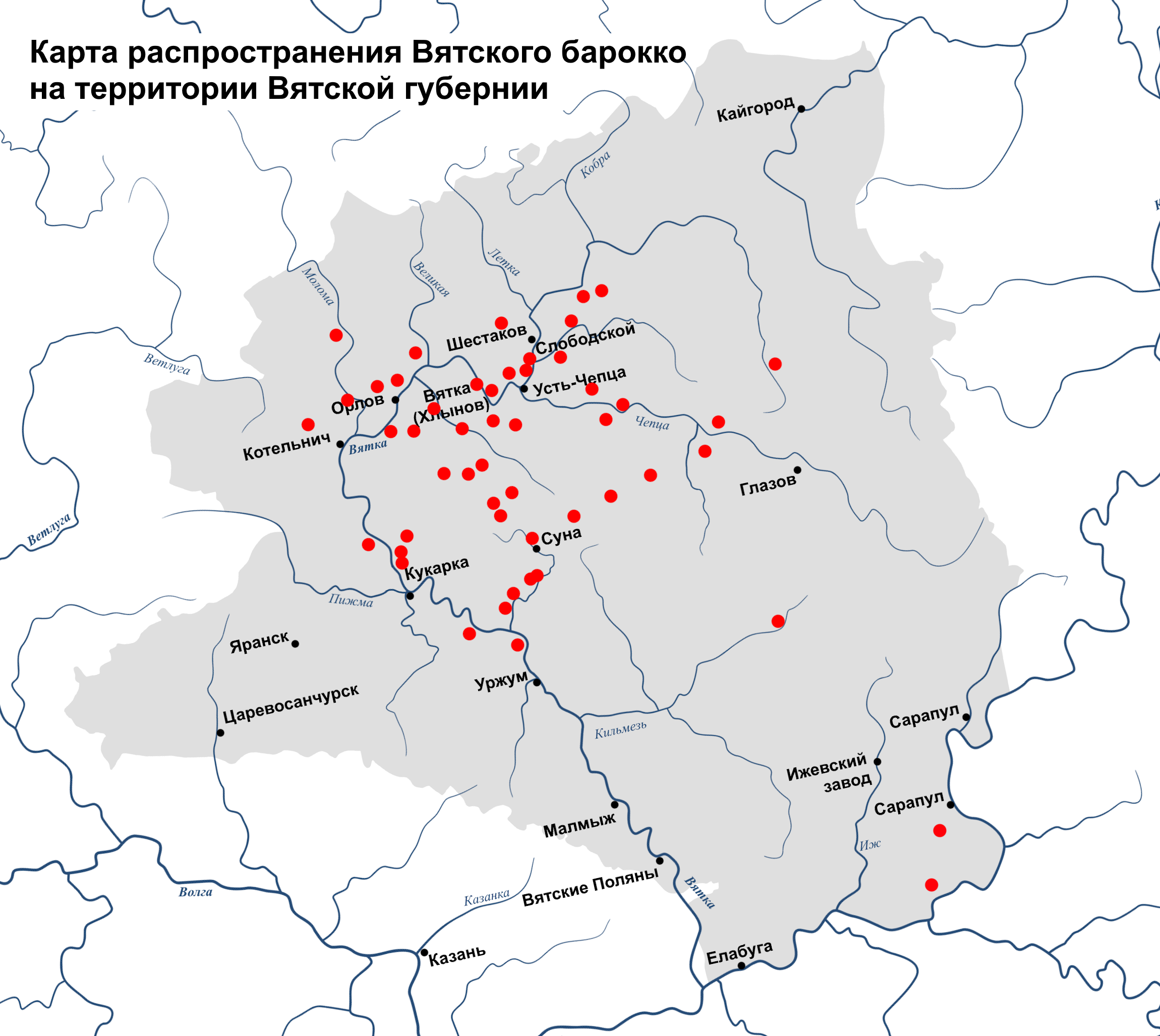
Карта распространения Вятского барокко на территории Вятской губернии

### Питейный дом
К вятскому барокко можно отнести немногочисленные каменные гражданские постройки тех лет. Одним из таких является Питейный дом на улице Спасской, построенный в первой половине XVIII века. Своей трёхчастной планировкой он восходит к архитектурным традициям XVII века, пришедшим из деревянного зодчества. Простое декорирование выполнено в барочном стиле. Трети разделены пилястрами, стоящими на пьедесталах. Оконные наличники сделаны в виде рамок. Крыша четырёхскатная, деревянная.

## Распространение
Первоначально Вятское барокко возникло в Вятке (Хлынове), со временем распространяясь по территории Вятской земли, преимущественно её северных уездов (Котельнический, Орловский, Вятский, Слободской). Встречалось также в Нолинском и Уржумском, реже — Яранском, Глазовском и Сарапульском. За исключением Вятки и Слободского, встречается преимущественно в сёлах и слободах.

## Памятники Вятского барокко
Возможно, первым каменным храмом, построенным в стиле раннего вятского барокко, может являться каменный Спасский собор, построенный в 1693 году. Он был разобран во второй половине XVIII века, и на его месте построена ныне существующая церковь в стиле классицизма.
| Фото | Название                                                                       | Населённый пункт        | Постройка                                                                                                | Архитектор                                                                                            | Состояние                                  | Памятник архитектуры |
| ---- | ------------------------------------------------------------------------------ | ----------------------- | --- | --- | ------------------------------------------ | -------------------- |
|      | Воскресенский собор                                                            | Вятка                   | 1695—1700, достраивалась в 1725, 1758, 1780-х годах. Колокольня 1852 года.                               | | Разрушен в 1937 г.                         |                      |
|      | Церковь Спаса Преображения (Преображенский монастырь)                          | Вятка                   | Не ранее 1696                                                                                            | | Действует                                  | ОКН № 4310236007     |
|      | Богоявленский собор                                                            | Вятка                   | 1698—1710                                                                                                | | Разрушен в 1935 г.                         |                      |
|      | Собор Спаса Преображения                                                       | Слободской              | 1699 | | Разрушен в 1930-е                          |                      |
|      | Собор Екатерины Великомученицы                                                 | Слободской              | 1699 | | Действует                                  | ОКН № 4310316000     |
|      | Церковь равноапостольных Константина и Елены (Царево-Константиновская)         | Вятка                   | 1699 | Построен Никоновской артелью по образу каменного Спасского собора, разобранного в середине XVIII века | Действует                                  |                      |
|      | Сретенская церковь                                                             | Вятка                   | 1705—1712                                                                                                | | Разрушена в 1936 г.                        |                      |
|      | Владимирская церковь                                                           | Вятка                   | 1707—1724                                                                                                | | Разрушена в 1936 г.                        |                      |
|      | Покровская церковь                                                             | Вятка                   | Не позже 1709                                                                                            | | Разрушена в 1935 г.                        |                      |
|      | Церковь Трех Святителей Московских: Петра, Алексия и Ионы (Трифонов монастырь) | Вятка                   | 1714 | | Не действует, но в церковной собственности | ОКН № 4310234014     |
|      | Церковь Рождества Иоанна Предтечи                                              | Вятка                   | 1714—1723, достраивалась в 1775, 1825, 1898                                                              | | Действует                                  | ОКН № 4310257000     |
|      | Церковь иконы Божией Матери «Знамение»                                         | Пасегово                | 1726, трапезная — 1818, колокольня — 1831                                                                | | Действует                                  | ОКН № 4310283000     |
|      | Церковь Донской иконы Божией Матери                                            | Вятка                   | 1754—1773                                                                                                | | Разрушена в 1930 г.                        |                      |
|      | Церковь Николая Чудотворца                                                     | Сырьяны                 | 1747—1754, колокольня — 1773, деревянная курма заменена на каменную в 1776, трапезная перестроена в 1900 | | Не действует                               | ОКН № 4300191001     |
|      | Церковь Троицы Живоначальной                                                   | Быстрица                | 1754—1773                                                                                                | | Действует                                  | ОКН № 4310309000     |
|      | Церковь Спаса Преображения                                                     | Спасское (Первомайский) | 1755—1765, колокольня — 1801, трапезная — 1841                                                           | | Действует                                  | ОКН № 4300000105     |
|      | Кафедральный собор Троицы Живоначальной                                        | Вятка                   | 1760—1772                                                                                                | И. Г. Кутуков, С. И. Заикин                                                                           | Разрушен в 1930-е                          |                      |
|      | Церковь Николая Чудотворца                                                     | Истобенск               | 1764—1794                                                                                                | Никита и Данила Горынцевы с артелью                                                                   | Не действует                               | ОКН № 4300473000     |
|      | Церковь Иоанна Богослова                                                       | Вятка                   | 1764—1794                                                                                                | | Разрушена в 1937 г.                        |                      |
|      | Церковь Вознесения Господня                                                    | Прокопье                | 1767—1773, достраивалась в 1838, трапезная перестроена в 1911—1913 годах                                 | | Не действует                               | ОКН № 4330004000     |
|      | Церковь Троицы Живоначальной                                                   | Макарье                 | 1768—1775                                                                                                | Никита и Данила Горынцевы с артелью                                                                   | Действует                                  | ОКН № 4310256000     |
|      | Церковь Илии Пророка                                                           | Юрьево                  | 1770—1784, колокольня начала XIX века, трапезная ещё более поздняя                                       | Никита и Данила Горынцевы с артелью                                                                   | Действует                                  | ОКН № 4310287000     |
|      | Церковь Всех Святых                                                            | Всехсвятское            | 1769—1773, колокольня 1784                                                                               | | Не действует                               | ОКН № 4300189001     |
|      | Церковь Илии Пророка                                                           | Ильинское               | 1772—1783, колокольня начала XIX века                                                                    | | Действует                                  | ОКН № 4310330000     |
|      | Церковь Троицы Живоначальной                                                   | Волково                 | 1772—-1779, колокольня — 1796                                                                            | Данила Горынцев с артелью, Ф. М. Росляков (колокольня)                                                | Действует                                  | ОКН № 4300555001     |
|      | Церковь Спаса Всемилостивого                                                   | Вяз                     | 1773—-1777                                                                                               | | Действует                                  | ОКН № 4310281000     |
|      | Церковь Спаса Нерукотворного Образа                                            | Спас-Талица             | 1773—-1781                                                                                               | | Действует                                  | ОКН № 4300476000     |
|      | Церковь Благовещения Пресвятой Богородицы                                      | Слободской              | 1784 | | Действует                                  | ОКН № 4310318002     |
|      | Церковь Троицы Живоначальной                                                   | Мостовое, Удмуртия      | 1804—-1811, колокольня 1821                                                                              | Ф. М. Росляков, С. Е. Дудин                                                                           | Действует                                  | ОКН № 1800000012     |
|      | Церковь Георгия Победоносца                                                    | Кулюшево, Удмуртия      | 1819 | С. Е. Дудин                                                                                           | Не действует                               | ОКН № 1800118000     |